# Thereva natalensis
Thereva natalensis är en tvåvingeart som beskrevs av Lyneborg 1976. Thereva natalensis ingår i släktet Thereva och familjen stilettflugor. Inga underarter finns listade i Catalogue of Life.